# 南武大道
南武大道，位于南宁市西乡塘区和武鸣区，是一条南北向城市主干道，全长约26公里，由210国道南武段扩建而来。2020年南武大道再次开始进行扩建维护。